# Jean-Philippe Pougeau
Pas d'image ? Cliquez ici

a Compétitions nationales et continentales officielles uniquement.

b Matchs officiels uniquement.
Jean-Philippe Pougeau, né le 22 février 1965 à Château-Thierry, est un joueur de rugby à XIII dans les années 1980 et 1990. Il occupe le poste d'arrière.
Il joue tout d'abord pour Paris-Châtillon puis rejoint le club de Saint-Estève avec lequel il se construit un palmarès fourni d'un titre de Championnat de France en 1990 et de Coupe de France en 1987.
Fort de ses performances en club, il est sélectionné à six reprise en équipe de France entre 1987 et 1990 contre la Papouasie-Nouvelle-Guinée, la Grande-Bretagne et la Nouvelle-Zélande.

## Palmarès

### En rugby à XIII
- Collectif :
  - Vainqueur du Championnat de France : 1990 (Saint-Estève).
  - Vainqueur de la Coupe de France : 1987[1] (Saint-Estève).
  - Finaliste de la Coupe de France : 1988 et 1990 (Saint-Estève).

#### Détails en sélection
| 1. | 15 novembre 1987 | Papouasie-Nouvelle-Guinée | 21-4  | Test-match | Arrière | - | - | - | - |
| 2. | 24 janvier 1988  | Grande-Bretagne           | 14-28 | Test-match | Arrière | - | - | - | - |
| 3. | 6 février 1988   | Grande-Bretagne           | 12-30 | Test-match | Arrière | - | - | - | - |
| 4. | 19 novembre 1989 | Nouvelle-Zélande          | 14-16 | Test-match | Arrière | - | - | - | - |
| 5. | 3 décembre 1989  | Nouvelle-Zélande          | 0-34  | Test-match | Arrière | - | - | - | - |
| 6. | 18 mars 1990     | Grande-Bretagne           | 4-8   | Test-match | Arrière | - | - | - | - |